# Червена панда
Червената панда (Ailurus fulgens), известна още като малка панда, е предимно растителнояден хищник, единствен съвременен представител на семейство Червени панди (Ailuridae), отделено след скорошни генетични изследвания от семейство Мечки. Топлата козина на червената панда покрива цялото ѝ тяло-дори стъпалата, което не е обичайно за бозайниците. Международният ден на червената панда се отбелязва всяка година през третата събота на месец септември.
Червената панда е всеяден бозайник , храненето ѝ включва насекоми,бамбук,риба и листа 

## История
В Европа за съществуването на червената панда научават през 1821 г., когато генерал-майор Томас Хардуик представя пред Линеевото дружество в Лондон своя доклад „Description of a New Genus…from Himalaya Chain of Hills between Nepaul(sic) and the Snowy Mountains“. Той нарича животното уа (wha), защото „се открива най-често по неговия силен вик или повик, наподобяващ думата „Wha“, често повтаряща се“. Хардуик споменава и други местни имена, сред които „poonya“, от което идва английското panda.
Хардуик обаче така и не успява да обере лаврите с това свое откритие, тъй като завръщането му от Индия с необходимите като доказателствен материал екземпляри се забавя и той е изпреварен от френския натуралист Фредерик Кювие. Опитният Кювие дава и официалното латинско наименование на животното: Ailurus fulgens, „огнена котка“ и заменя Хардуиковото „уа“ с популярното име „ярка панда“, описвайки я като „прекрасен вид, едно от най-красивите познати четириноги“. Тази ситуация създава известно напрежение между английските и френските натуралисти по онова време, като Кювие е обвинен, че пречи на Англия да открива животински видове дори в собствените си владения.
За почти половин век червената панда остава единствената позната Панда, до 1869 г., когато френският мисионер Арман Давид открива в Китай черно-бяло животно с подобни хранителни навици и физиология. Това животно е наречено Гигантска панда (виж Голяма панда) и вече познатата панда съответно започва да се нарича Малка панда.

## Класификация
Таксономичната класификация и на двете панди, голяма и малка, отдавна предизвиква спорове в научните среди, тъй като и двата вида притежават черти характерни както за Мечките, така и за американските Еноти. Скорошни генетични изследвания обаче разкриват съществени различия както между двата вида панди от една страна, така и твърде далечно родство на малката панда с Мечките. Затова в съвременната класификация Червената панда се отделя в самостоятелно семейство Ailuridae, а Голямата панда остава в семейство Мечки.
Различават се два подвида червени панди: западни (Ailurus fulgens fulgens) и източни (Ailurus fulgens styani), които се отличават с малко по-големи размери и по-ярки шарки на лицето

## Разпространение
Червените панди се срещат във високопланинските (между 2 и 5 хил. м надм. вис.) гори на Хималаите, Южен Тибет, планинските райони на Мианмар и Югоизточен Китай. Обитават широколистни и смесени гори, обрасли с рододендрони и естествено бамбук – основната им храна. Характерна за тези гори е високата влажност и сравнително малки годишни колебания в температурите (10 – 25 °C).

## Физическа характеристика
Червената панда е малко по-голяма от домашна котка с дължина на тялото от 80 до 120 см при мъжките, от които почти половината се падат на дългата и пухкава опашка (40 до 60 см). Тежи от 3 до 6 кг. Води изключително дървесен начин на живот и тялото и е издължено и набито, с къси, силни крайници снабдени с яки, извити, остри, наполовина-прибиращи се нокти. Като Голямата панда, която също се храни с бамбук, има допълнителен палец, който всъщност представлява костен израстък на китката, осигуряващ по-добър захват. Отдолу лапите и са покрити с гъста козина, предпазваща стъпалата от студ и лед, а между пръстите си има жлези, с чийто миризлив секрет маркира територията си. Червената панда има дълга, гъста и мека козина с характерна окраска: червено-кафява по-гърба, отдолу и по краката черна, а лицето и е светло с характерната за енотите тъмна ивица през очите и около бялата и къса муцунка. Дългата и пухкава опашка има шест жълтеникави пръстена и освен за баланс при движение по клоните, служи за завивка осигуряваща не само топлина, но и камуфлаж.

## Хранене
Червената панда се препитава изключително с бамбук, но също като голямата панда не е устроена така, че да усвоява целулозата. Затова пандите подбират само най-крехките листа и филизи на бамбука, от които поглъщат големи количества предъвквайки ги максимално дълго. Следствие от ниско калоричната диета е значителното време, което червените панди прекарват в хранене и сън. Бамбукът съставлява 2/3 от храната им; ядат също плодове, корени, треви, лишеи и гъби, но разнообразяват диетата си и с птичи яйца и малки пиленца, гризачи, риба, и насекоми. В плен ядат с удоволствие месо. Бедната на калории бамбукова диета е причина през зимата, когато няма достатъчно количество от допълнителната им храна, червените панди да губят до 15% от теглото си.
Най-вероятно тези хранителни навици са запазени от минали епохи, защото са намирани останки от подобни на червената панда животни в Европа и Америка, които датират от миоцена и плейстоцена. Очевидно разпространението на бамбука се е променяло през различните периоди, а с него и ареала на червените панди; само в планините на Южна Азия тази уникална екосистема се е съхранила относително непроменена.

## Начин на живот
Нискокалоричната диета е основен фактор, определящ поведението на червените панди. На практика те прекарват цялото си време в хранене и сън, като търсенето на храна може да им отнеме до 13 часа в денонощие. Отлични катерачи са и водят изключително дървесен начин на живот, като денем и нощем спят, а се хранят по зори и здрач. Когато спят се завиват с опашката си, а ако температурите са твърде високи (трудно понасят температури над 25 °C) се излягат по цялата си дължина върху някой клон и оставят лапите и опашката да висят надолу. Поради своята избирателност по отношение на храната, червените панди имат много големи лични територии, около 5 квадратни километра за мъжките и наполовина за женските. Териториите на мъжките и женските често се припокриват, понякога дори и с тези на представители на същия пол. Установено е, че средно за един месец обхождат едва 25% от територията си. Рядко общуват помежду си, освен по време на размножителния период и при отглеждането на малките, за които се грижи само майката. Основните им методи на комуникация са с обонятелни маркери (имат специални жлези в лапите), общи отходни места (разпознават по миризмата пол, възраст, размножителна готовност и други), а при среща общуват с жестове (клатене на глава, махане с опашка) и звуци (типичният им вик, съскане).
В периоди с недостиг на храна забавят метаболизма си допълнително, и съответно прекарват повече време в търсене на храна.
Освен хората, естествени врагове на червената панда са снежният леопард и едрите местни представители на сем. Порови.

## Размножаване
Живеейки сами, червените панди търсят партньор през размножителния период от края на декември до средата на февруари. След около 135-дневна бременност (твърде дълга за размера на животното) женските раждат през май-юли в предварително направено от тях гнездо от 1 до 4 малки, най-често 2. Малките се раждат слепи, с тегло около 100 – 130 грама, но напълно покрити с жълтеникава козина. Проглеждат след около 3 седмици, а огнената си окраска добиват след около 70 дни. На 12-седмична възраст новото поколение напуска гнездото, а се отбива на 6 – 8 месечна възраст. Малките остават заедно с майката до времето за следващото раждане или до навършването на година. Мъжките много рядко вземат участие в отглеждането на малките. Полова зрялост достигат на 18 месеца, но полово активни стават на 2 – 3 годишна възраст.
Бавното и дълго размножаване на червените панди (женските се разгонват само веднъж годишно за период от 18 до 24 часа), както и високата смъртност при малките е причина популацията им да се възстановява изключително трудно.
Средната продължителност на живота им е 8 до 10 години, но в плен доживяват и до 15.

## Допълнителни сведения
Браузърът Mozilla Firefox е кръстен на червената панда . Към август 2009 г. плюшените червени панди отново се продават в Mozilla Store.

## Природозащитен статус
Червената панда е уязвим вид, вписан в Червения списък на световнозатрашените видове на IUCN.

## Червени панди в зоологически градини
Червени панди има в зоологически градини в следните градове:
- Будапеща
- Варшава
- Вашингтон
- Виена
- Милано
- Париж
- Кьолн
- Прага
- Братислава
- Мадрид